# Сенокосный
Сенокосный — посёлок в Ягоднинском районе Магаданской области.

## География
Посёлок находится около ручья Ягодный.

## История
До 2015 года входил в ныне упразднённое муниципальное образование Городское поселение «посёлок Ягодное».

## Население
| 2002 | 2010 | 2012 | 2013 | 2014 | 2015 | 2021 |
| ---- | ---- | ---- | ---- | ---- | ---- | ---- |
| 351  | ↘187 | ↘157 | ↘136 | ↘124 | ↘115 | ↘3   |

## Внутренне деление
Посёлок состоит из 5 улиц: Заречная улица, Подгорная улица (10 домов), Новая улица (1 дом), Зелёная улица (11 домов) и Центральная улица (9 домов).